# Takehiko Inoue
Takehiko Nariai (em japonês: 成合 雄彦; romaniz.: Nariai Takehiko; nascido em Okuchi, Kagoshima, Japão, em 12 de janeiro de 1967), mais conhecido como Takehiko Inoue (em japonês: 井上雄彦; romaniz.: Inoue Takehiko) é um mangaká japonês, cujas obras mais conhecidas estão Slam Dunk e Vagabond.

## Trabalhos
Antes de se tornar mangaká, Inoue foi assistente de Tsukasa Hojo no mangá City Hunter. Seu início como mangaká foi em 1988 com Kaede Purple, que apareceu na revista Shonen Jump e com o qual ganhou o Tezukashiyo. Seu primeiro mangá publicado em tankobon foi Chameleon Jail, no qual foi ilustrador.
Inoue alcançou a fama com o seu segundo mangá, Slam Dunk, sobre o time de basquete Shohoku. Slam Dunk foi publicado na revista Weekly Shonen Jump da editora Shueisha no Japão de 1990-1996 e vendeu mais de 100 milhões de cópias somente no Japão. Em 1995 ele ganhou o Shogakukan Manga Award como série shonen e em 2007 foi declarado o mangá favorito do Japão. Slam Dunk foi transformado em anime, contendo 101 episódios e quatro filmes. 
Terminado Slam Dunk, Inoue se dedicou a série Buzzer Beater que foi feita em parceria com a ESPN em 1997. A série é sobre um time de basquete da Terra que compete intergalaticamente. Ela aparece no site oficial de Inoue em quatro línguas: Japonês, Inglês, Chinês e Coreano. Foi produzido em 2005 o anime de Buzzer Beater contendo 13 episódios na primeira temporada. Em 2007 foi produzida a segunda temporada contendo também 13 episódios. Ambas foram animadas pela TMS Entertainment. Depois veio uma história curta, chamada Piercing.
Vagabond foi o seu próximo mangá; adaptado do romance Musashi de Eiji Yoshikawa que narra a história do maior samurai do Japão Miyamoto Musashi. Inoue ganhou o Prêmio de Mangá Kōdansha em 2000 e o Prêmio Cultural Osamu Tezuka em 2002 pela obra. Enquanto trabalhava em Vagabond, Inoue começou a produzir Real em 2001, seu terceiro mangá sobre basquete, este focado em basquetebol em cadeira de rodas. Real ganhou um prêmio por excelência em 2001, o Japan Media Arts Festival.
Vagabond e Real continuam sendo publicados.
Inoue também fez o trabalho de design para MistWalker's' LostOdyssey, um RPG para o console Xbox360.

## Obras
- Kaede Purple - oneshot de estréia com o qual venceu o 35º Tezuka Award em 1988
- Chameleon Jail - publicado na Shonen Jump em parceria com Watanabe Kazuhiko em 1989
- Slam Dunk - publicado na Shonen Jump de 1990-96, possui 31 volumes
- Baby Face - publicado na Shonen Jump em 1992
- Hang Time - publicado na Shonen Jump em 1993 baseado na história de Bob Greene
- Buzzer Beater - publicado na Shonen Jump mensal em 1997
- Piercing - oneshot publicado na Shonen Jump em 1998
- Vagabond - publicado na Morning, narra a história de Miyamoto Musashi,(1998-2014)
- Real - publicado na Young Jump, trata de basquete em cadeira de rodas (1999-)

## Prêmios
- 1995 - 40º Shogakukan Manga Award
- 2000 - 4º Japan Media Arts Festival(Grande Prêmio na Divisão Mangá por Vagabond)
- 2000 - 24º Kodansha Manga Award (Vagabond)
- 2001 - 5º Japan Media Arts Festival (Divisão Prêmio de Excelência por Real)
- 2002 - 6º Prêmio Cultural Osamu Tezuka (Grande Prêmio em Mangá por Vagabond)
- 2008 - 2º Prêmio ASIAGRAPH